# Geisterspitze
Die Geisterspitze (italienisch Punta degli Spiriti) ist ein 3467 m s.l.m. hoher Gipfel in den Ortler-Alpen.

## Lage und Umgebung
Die Geisterspitze ragt rund 3,6 km südlich des Stilfser Jochs als ein dem Kristallkamm knapp vorgelagerter Gipfel auf. Ihre vergletscherte Nordseite ist durch ein Skigebiet erschlossen. Zu den nächstgelegenen Gipfeln im südlich vorbeiziehenden Kristallkamm gehören (von West nach Ost) die Hohe Schneide (3434 m), die Payerspitze (3446 m) und die Tuckettspitze (3462 m). Die Geisterspitze liegt wie auch all die genannten Berge im Nationalpark Stilfserjoch.

## Name
Der Name des Bergs taucht erstmals um 1900 in der Schreibung Geister Spitzen in österreichischen Militärkarten auf. Volksetymologisch wird der Name mit der Geschichte einer unerlösten Seele eines Almhirten in Verbindung gebracht. Egon Kühebacher führt den Namen jedoch unter Verweis auf die mundartliche Lautung auf ein rätoromanisches craista mit der Bedeutung „Berggrat“ zurück.

## Alpinismus
Die Geisterspitze gilt als vielbesuchter und durch seine Lage am Stilfser Joch leicht erreichbarer Gipfel. Beliebt ist er insbesondere bei Skitourengehern.